# Bag-In-Box

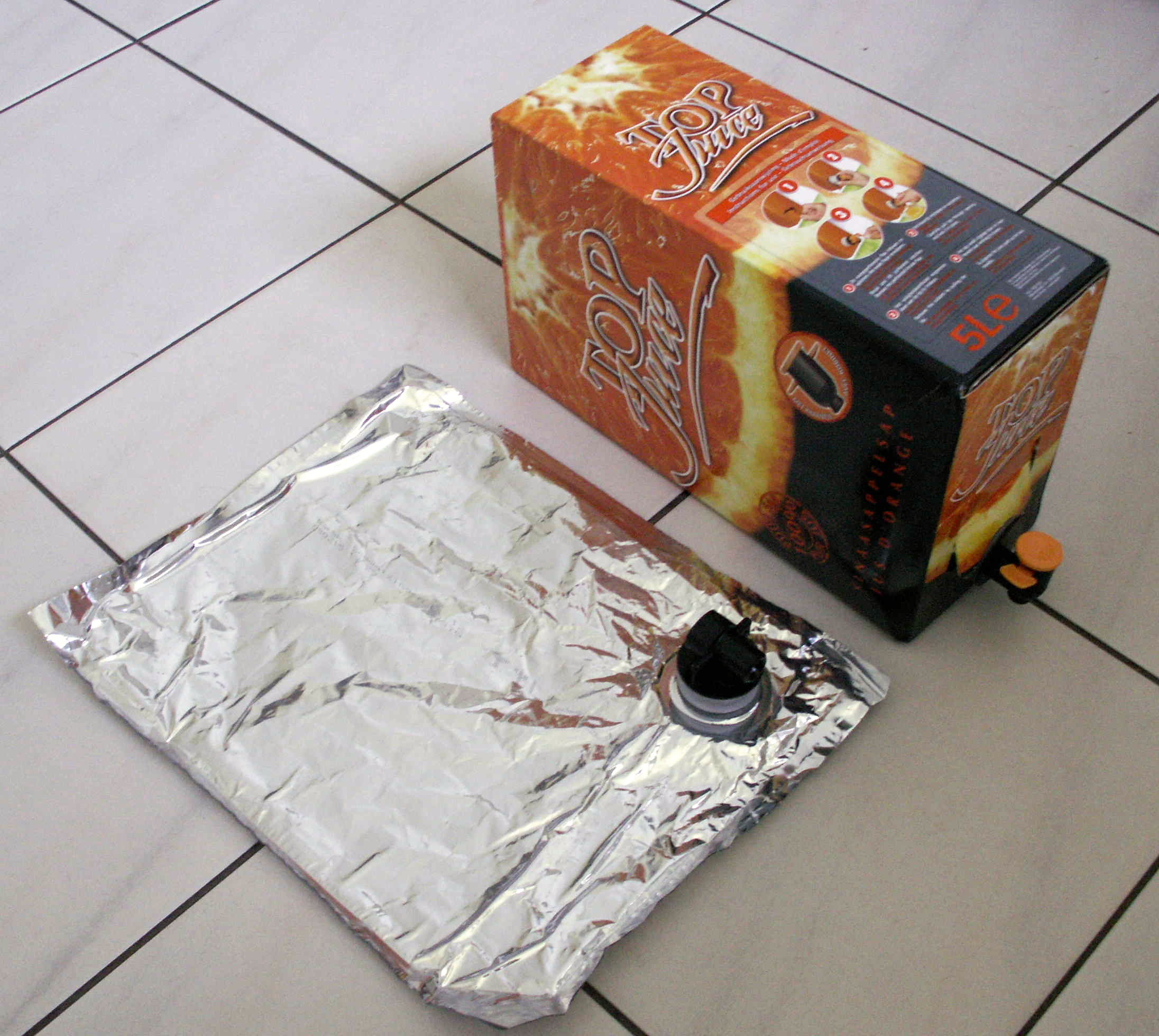
Bag-in-box 5 lít

Bag-in-Box là kiểu bao bì đóng gói chất lỏng, được phát minh bởi William R. Scholle vào năm 1955, gồm một hộp các tông và một túi nhựa kín có vòi vặn. Bag-in-Box thường sử dụng với sản phẩm như hóa chất, nước hoa quả, rượu... có thể tích từ 1 lít trở lên.